# NHK出版
株式会社NHK出版（エヌエイチケイしゅっぱん、英: NHK Publishing, Inc.）は、1931年（昭和6年）に設立された日本の出版社である。日本放送協会（NHK）の関連会社で、2010年までの旧社名は株式会社日本放送出版協会（にっぽんほうそうしゅっぱんきょうかい）であった。

## 概要
1931年4月、同年開局のNHKラジオ第2放送で放送される教育番組用のテキストを出版するために設立された。NHKの演奏所移転に合わせて、愛宕山、内幸町、渋谷と本社移転を変遷している。現在では、NHKで放送される番組を補完するテキストや書籍を多数扱うほか、『NHKブックス』『NHK出版新書』『NHK出版 学びのきほん』シリーズをはじめ、オリジナルの一般書・教養書・実用書を数多く刊行している。
翻訳書にも定評があり、世界的にもベストセラーとなった、哲学を扱った『ソフィーの世界』、発売前に全ページを無料（FREE）でネット公開して話題となった『FREE』、ピーター・ティール『ゼロ・トゥ・ワン』などのビジネス書、『脳を鍛えるには運動しかない！』、『BORN TO RUN 走るために生まれた』、リサ・ランドール『ワープする宇宙～5次元時空の謎を解く』、『モリー先生との火曜日』、スティーヴン・ホーキング 『ビッグ・クエスチョン』など、科学・教養・ノンフィクション等幅広い分野にわたるタイトルを刊行している。
文芸書も、大河ドラマや連続テレビ小説など、ドラマのノベライズ小説に加え、近年はオリジナルの現代・時代小説も刊行しており、1995年には、梁石日『夜を賭けて』が第113回直木賞候補となったほか、近年では阿部智里『発現』、伊坂幸太郎『クジラアタマの王様』など著名作家の作品を出版している。
紙の発行物以外にも、テキスト電子版、電子書籍、電子辞書搭載用コンテンツ、語学学習アプリなどのデジタルコンテンツの開発や、番組関連グッズや美術関連商品の販売なども行っている。また、NHK番組での各種音楽の著作権を管理する業務（音楽出版）も行っている。
2011年1月1日、従来は通称・略称であったNHK出版に正式社名を変更した。社名変更の理由について、創業80周年を機に「生活文化提案企業」として社会的な役割を認識し、知るって楽しいをキーワードにより豊かな社会を築くためとして社名変更に至った、と説明している。

## 経営財務状況
同社の「第86期事業報告」によれば、総資産約191億7千万円のうち約127億4千万円が利益剰余金となっている。利益剰余金は「現金及び預金」約49億9千万円、「投資その他資産」約63億2千万円などの形で保有されている。流動比率（流動資産／流動負債×100）は302％と高く、実質的にほぼ完全な無借金経営である。1株50円に対して6円の配当（配当率12％）が行われている。

## 出版物
出版物のうち、NHKの番組に関連する出版物は、NHK EテレおよびNHKラジオ第2の番組の番組テキストと、それ以外の出版物（NHKのテレビ番組・ラジオ番組の関連書籍・雑誌）に分類される。
なお、後者に関しては、NHK出版以外の出版社から発行されるものも多い。『NHKウイークリーステラ』別冊・『ステラMOOK』（主に『ラジオ深夜便』『連続テレビ小説』関連）はNHK財団（旧NHKサービスセンター）、更には、NHKスペシャルや各種教養・教育番組の関連書籍が現在では新潮社、文藝春秋社、KADOKAWAなど一般の出版社から広く発行されている。

### 番組テキスト・雑誌
テレビ家庭テキスト
- 『きょうの料理』（月刊）
- 『きょうの料理ビギナーズ』（月刊）
- 『すてきにハンドメイド』（月刊）：旧「おしゃれ工房」「婦人百科」
- 『きょうの健康』（月刊）
- 『趣味の園芸』（月刊）：ウェブサイト『みんなの趣味の園芸』も展開
- 『趣味の園芸 やさいの時間』（隔月刊）

テレビ趣味・教養テキスト
- 『趣味どきっ!』シリーズ：テキストはワンテーマムック（「仏像拝観」シリーズなど）。趣味Do楽シリーズの後身。
- 『100分de名著』（月刊）
- 『囲碁講座』（月刊）
- 『将棋講座』（月刊）
- 『NHK俳句』（月刊）
- 『NHK短歌』（月刊）
- 『みんなの手話』（年2回刊）
- 『社会福祉セミナー』（年2回刊）：さまざまな福祉番組を扱う福祉総合雑誌。
- 『みんなのうた』（隔月刊）

テレビ・ラジオ語学テキスト
定番の「基礎英語」シリーズは、定番の中学生向けの基礎英語1、基礎英語2、基礎英語3を長年発行してきた他、小学生向けに「プレキソ英語」、「基礎英語ゼロ」、大人向けの「おとなの基礎英語」「しごとの基礎英語」も新設されたことがあった。2025年現在は以下のラインナップ。
ラジオ英語テキスト
- 『中学生の基礎英語 レベル1』(以下注記なき語学テキストは月刊）
- 『中学生の基礎英語 レベル2』
- 『ラジオ英会話』
- 『英会話タイムトライアル』
- 『ラジオビジネス英語』
- 『エンジョイ・シンプル・イングリッシュ』
- 『小学生の基礎英語』

テレビ英語テキスト
- 『会話が続く!リアル旅英語』

英語以外の語学テキストでは、ドイツ語、スペイン語、フランス語、イタリア語、中国語、ハングル講座、ロシア語、アラビア語、ポルトガル語の番組テキストを発行。
ラジオ語学テキスト
- 『まいにちドイツ語』
- 『まいにちフランス語』
- 『まいにちスペイン語』
- 『まいにちイタリア語』
- 『まいにちロシア語』
- 『まいにち中国語』
- 『ステップアップ中国語』（年5回刊）
- 『まいにちハングル講座』
- 『ステップアップハングル講座』（年5回刊）
- 『ポルトガル語』（年1回刊）
- 『アラビア語講座』（年2回刊）

テレビ語学テキスト
- 『旅するためのドイツ語』
- 『旅するためのフランス語』
- 『旅するためのスペイン語』
- 『旅するためのイタリア語』
- 『中国語!ナビ』
- 『ハングルッ!ナビ』

語学学習雑誌・ムック
- 『NHKラジオ英会話 サブノート 1日1文！ 集中トレーニング』（月刊）

- 『NHKハングル講座　書いてマスター！ハングル練習帳』（月刊）

- 『杉田敏の 現代ビジネス英語』（年4回刊）
- 『高田智子の　大人の学びなおし英会話』（年4回刊）

### ラジオ教養番組テキスト・雑誌
- 『こころをよむ』（年4回刊）
- 『カルチャーラジオ漢詩をよむ』（年2回刊）
- 『NHKこころの時代』（年1回刊）
- 『NHK宗教の時間』（年2回刊）

### その他の書籍・ムック
- NHK大河ドラマガイド
- NHKドラマ・ガイド 連続テレビ小説
- NHK大河ドラマ・連続テレビ小説・ドラマ10などの放送作品のノベライズなど
- NHK出版新書
- NHKブックス
- NHK「100分de名著」ブックス
- NHK出版 学びのきほん
- 『命のビザを繫いだ男 ～小辻節三とユダヤ難民』（山田純大著）
- 『QUEEN in 3-D』（ブライアン・メイ著）
- 『いろいろ』（上白石萌音著）
- 『天、共に在り～アフガニスタン三十年の闘い』『わたしは「セロ弾きのゴーシュ」』（中村哲著）
- 『時間は存在しない』『世界は「関係」でできている』（カルロ・ロヴェッリ著）
- 『NHK日本語発音アクセント新辞典』（NHK放送文化研究所編）
- 家電製品アドバイザー・家電製品エンジニア関連の資格書
- NHK年鑑（毎年秋に発行。この1年の放送界全体の動きを記録）
- 通信制高等学校向けの学習書（補助教材）も発行。

その他、料理・園芸・健康・語学・趣味分野の実用書籍・ムックも多い。

### 休刊したテキスト・書籍・雑誌
テキスト
- NHK市民大学／NHK人間大学／ NHK人間講座
- ひとりでできるもん!（1993年4月号〜2004年3月号）
- 英語であそぼ（1990年4月号〜2005年3月号）
- 『おもてなしの基礎英語』
- 『遠山顕の英会話楽習』
- 『ラジオで!カムカムエヴリバディ』
- 『高校生からはじめる「現代英語」』
- 『 もっと伝わる! 即レス英会話』
- 『知りたガールと学ボーイ』
- 『大西泰斗の英会話☆定番レシピ』
- 『英会話フィーリングリッシュ〜データで選んだ推しフレーズ〜』
- 『中高生の基礎英語 in English』

- 『ロシアゴスキー』
- 『テレビで中国語』
- 『テレビでハングル講座』
- 『アラビーヤ・シャベリーヤ!』
- 『レベルアップ中国語』
- 『レベルアップハングル講座』
- 食彩浪漫（2003年4月〜2010年3月号）
- おしゃれ工房（〜2010年3月号）（旧：婦人百科）
- 趣味の園芸ビギナーズ
- リビング ナウ
- 日本の伝統芸能
- 高校講座シリーズ
- 中学生の勉強室
- そろばん教室
- NHKアナウンサーとともにことば力アップ
- 『まる得マガジン』

雑誌
- 電波科学（1933年〜1985年3月号）→エレクトロニクスライフ（1985年4月号〜1996年3月号）→パソコンライフ（1996年4月号〜1997年3月号)
- 生活ほっとモーニング
- 放送文化（～2011年秋号・月刊や季刊の違いはあったものの、NHKを中心に放送業界に関する話題を掲載していた）
- H2O
- ERIO
- サラリーマンライフ／Weeks／Be－Common
- おかあさんの勉強室

書籍
- ホビーテックシリーズ
- NHKブックスジュニア
- 新コンパクトシリーズ

## 主な受賞歴等

### 1960年代以前
- 1952年：『日本民謡大観 東北篇』（日本放送協会著）が1952年度毎日出版文化賞を受賞。
- 1958年：商工実務講座テキスト『新しい経営と品質管理』が1958年日経品質管理文献賞を受賞。[6]
- 1965年：NHKブックス『仏像-心とかたち』（望月信成・佐和隆研・梅原猛著）が1965年度毎日出版文化賞を受賞。
- 1965年：NHKブックス『ドルの歴史』（牧野純夫著）が1965年度毎日出版文化賞を受賞。

### 1970年代
- 1970年：NHKブックス『植物と人間』（宮脇昭著）が1970年度毎日出版文化賞を受賞。
- 1973年：NHKブックス『都市の思想－保存修景への指標』（西川幸治著）が1973年度毎日出版文化賞を受賞。
- 1973年：NHKブックスジュニア『幸運な失敗 トランジスターの誕生』（菊池誠著）が第20回産経児童出版文化賞を受賞。
- 1973年：地域文化シリーズ『瞽女 盲目の旅芸人』（斎藤真一著）が第21回日本エッセイスト・クラブ賞を受賞。[7]
- 1974年：NHKブックス『イメージと人間－精神人類学の視野』（藤岡喜愛著）が1974年度毎日出版文化賞を受賞。
- 1974年：『日本都市史研究』（西川幸治著）が1974年日本都市学会賞（奥井記念賞）を受賞。[8]
- 1976年：NHKブックス『西欧精神の探究―革新の十二世紀』（堀米庸三著）が1976年度毎日出版文化賞を受賞。
- 1976年：NHKブックス『牧夫フランチェスコの一日―イタリア中部山村生活誌』（谷泰著）が第3回日本ノンフィクション賞を受賞。
- 1977年：NHKブックス『川の健康診断-清冽な流れを求めて』（森下郁子著）が1977年度毎日出版文化賞を受賞。
- 1977年：NHKブックス『日本の昔話－比較研究序説』（関敬吾著）が第16回柳田賞を受賞。
- 1978年：NHKブックス『万葉開眼（上・下）』（土橋寛著）が1978年度毎日出版文化賞を受賞。

### 1980年代
- 1980年：NHKブックス『東亰時代－江戸と東京の間で』（小木新造著）が1980年度毎日出版文化賞を受賞。
- 1980年：『東京庶民生活史研究』（小木新造著）が第2回角川源義賞を受賞。[9]
- 1980年：NHK『シルクロード 絲綢之路』（NHK取材班他著）が第15回書店新風会賞を受賞。[10]
- 1981年：NHKブックス『鉄を生みだした帝国』（大村幸弘著）が第2回講談社ノンフィクション賞を受賞。[11]
- 1982年：NHKブックス『イラン人の心』（岡田恵美子著）が第30回日本エッセイスト・クラブ賞を受賞。[7]
- 1985年：テキスト『趣味講座シリーズ』が第20回書店新風会賞を受賞。[10]
- 1987年：NHKブックス『画家たちの原風景』（堀尾真紀子著）が第35回日本エッセイスト・クラブ賞を受賞。[7]

### 1990年代
- 1992年：『NHKフィレンツェ・ルネサンス（全6巻）』が第15回マルコ・ポーロ賞を受賞。
- 1992年:『電子立国日本の自叙伝』（相田洋著）が第1回大川出版賞を受賞。[12]
- 1995年：『ソフィーの世界』（ヨースタイン・ゴルデル著）が第30回書店新風会賞を受賞。[10]
- 1996年：『森の回廊』（吉田敏浩著）が第27回大宅壮一ノンフィクション賞を受賞。[13]
- 1997年：『百歳人、加藤シヅエ 生きる』（加藤シヅエ著）が第45回日本エッセイスト・クラブ賞を受賞。[7]
- 1998年：『エルミタージュの緞帳』（小林和男著）が第46回日本エッセイスト・クラブ賞を受賞。[7]
- 1998年：『競馬の血統学－サラブレッドの進化と限界』（吉沢譲治著）が1998年JRA賞馬事文化賞を受賞。
- 1999年：NHK人間大学テキスト『宇宙を空想してきた人々』（野田昌宏著）が第30回星雲賞（ノンフィクション部門）を受賞。[14]

### 2000年代
- 2000年：NHKブックス『フェルメールの世界ー17世紀オランダ風俗画家の軌跡』（小林頼子著）が、『フェルメール論 ー神話解体の試み（八坂書房）とあわせ第10回吉田秀和賞を受賞。[15]
- 2001年：NHKブックス『身体感覚を取り戻す－腰・ハラ文化の再生』（齋藤孝著）が第14回新潮学芸賞を受賞。
- 2001年：『そっと耳を澄ませば』（三宮麻由子著）が第49回日本エッセイスト・クラブ賞を受賞。[7]
- 2001年：『もっとすごい科学で守ります!』（長谷川裕一著）が第32回星雲賞（ノンフィクション部門）を受賞。[14]
- 2003年：『神楽坂ホン書き旅館』（黒川鍾信著）が第51回日本エッセイスト・クラブ賞を受賞。[7]
- 2003年：NHKブックス『経済安全保障を考える－海洋国家日本の選択』（村山裕三著）が2003年国際安全保障学会優秀出版奨励賞を受賞。[16]
- 2004年:『アナトリア発掘記　カマン・カレホユック遺跡の20年』（ 大村幸弘著）が第2回パピルス賞を受賞。[17]
- 2007年：『天地人』（火坂雅志著）が第13回中山義秀文学賞を受賞。[18]
- 2008年：NHKスペシャル『グーグル革命の衝撃』（NHK取材班著）が第17回大川出版賞を受賞。[12]

### 2010年代
- 2010年：NHKスペシャル『100年の難問はなぜ解けたのか－天才数学者 失踪の謎』（春日真人著）が第6回日本数学会出版賞を受賞。[19]
- 2010年：NHKブックス『太陽の科学-磁場から宇宙の謎に迫る』（柴田一成著）が2010年講談社科学出版賞を受賞。[20]
- 2010年：『ヤノマミ』（国分拓著）が第10回石橋湛山記念早稲田ジャーナリズム大賞文化貢献部門大賞を受賞。[21]
- 2011年：『ヤノマミ』（国分拓著）が第42回大宅壮一ノンフィクション賞を受賞。[13]
- 2012年：NHKブックス『ITが守る、ITを守る－天災・人災と情報技術』（坂井修一著）が第21回大川出版賞を受賞。[12]
- 2012年：NHKブックス『＜声＞の国民国家・日本』（兵藤裕己著）が第10回やまなし文学賞研究・評論部門賞を受賞。
- 2012年：『田口護のスペシャルティコーヒー大全』（田口護著）が第3回辻静雄食文化賞を受賞。[22]
- 2013年：『きょうの料理』（番組・テキスト）が第4回辻静雄食文化賞を受賞。[23]
- 2013年：テキスト『100分de名著』が第5回雑誌大賞特別賞を受賞。
- 2013年：NHKブックス『詩歌と戦争 白秋と民衆，総力戦への「道」』（中野敏男著）が第13回日本詩人クラブ詩界賞を受賞。[24]
- 2014年：『天、共に在り－アフガニスタン三十年の闘い』（中村哲著）が第1回城山三郎賞および、第4回梅棹忠夫・山と探検文学賞を受賞。[25][26]
- 2015年:『ゼロ・トゥ・ワン』（ピーター・ティール著）が2015年ビジネス書大賞を受賞。[27]
- 2015年：NHKブックス『納豆の起源』（横山智著）が第5回地域研究コンソーシアム賞研究作品賞を受賞。[28]
- 2016年：NHKブックス『江戸日本の転換点－水田の激増は何をもたらしたか』（武井弘一著）が第4回河合隼雄学芸賞を受賞。[29]
- 2016年：『京都・瓢亭－四季の日本料理』（高橋英一・高橋義弘著）が2016年グルマン世界料理本大賞（日本料理部門）を受賞。[30]
- 2016年：NHKブックス『納豆の起源』（横山智著）が2016年日本地理学会学会賞著作発信部門を受賞。[31]
- 2016年：『闘鬼 斎藤一』（吉川永青著）が第4回野村胡堂文学賞を受賞。[32]
- 2017年：『吠えよ 江戸象』（熊谷敬太郎著）が第5回野村胡堂文学賞を受賞。[32]
- 2017年：『1＋1の和の料理－単純こそがおいしい理由』（松本栄文著）が2017年グルマン世界料理本大賞（日本料理部門）を受賞。[33]
- 2017年：『＜インターネット＞の次に来るもの』（ケヴィン・ケリー著）が第0回八重洲本大賞[34]ならびビジネス書グランプリ2017イノベーション部門賞[35]を受賞。
- 2017年：『 ゲノム編集の衝撃 －「神の領域」に迫るテクノロジー』（NHK「ゲノム編集」取材班）が2017年科学ジャーナリスト賞を受賞。[36]
- 2018年：テキスト『NHKコンピューター講座』資料一式が2017年度情報処理技術遺産に認定。[37]
- 2019年：NHKブックス『「古今和歌集」の創造力』（鈴木宏子著）が第7回古代歴史文化賞大賞を受賞。[38]
- 2019年：『ぼくのばしょなのに』（刀根里衣著）が第29回けんぶち絵本の里大賞アルパカ賞を受賞。[39]

### 2020年代
- 2020年：NHK100分de名著テキスト『小松左京スペシャル』（宮崎哲弥著）が第51回星雲賞ノンフィクション部門賞を受賞。[40]
- 2021年：NHK100分de名著テキスト『アーサー・C・クラークスペシャル』（瀬名秀明著）が第52回星雲賞ノンフィクション部門賞を受賞。[41]
- 2021年：『時間は存在しない』（カルロ・ロヴェッリ著）が第4回八重洲本大賞を受賞。[42]
- 2022年：NHK出版新書『小林秀雄の「人生」論』（浜崎洋介著）が第31回山本七平賞奨励賞を受賞。[43]
- 2023年：『格差の起源』（オデッド・ガロー著）が第5回八重洲本大賞を受賞。[44]
- 2023年：『ラジオと戦争　放送人たちの「報国」』（大森淳郎・NHK放送文化研究所著）が　第77回毎日出版文化賞人文・社会部門を受賞。[45]
- 2024年：NHK出版新書『牧野富太郎の植物学』（田中伸幸著）が第33回高知出版学術賞特別賞を受賞。[46]
- 2024年：『ラジオと戦争　放送人たちの「報国」』（大森淳郎・NHK放送文化研究所著）が　第46回講談社ノンフィクション賞を受賞。[47]